# Rita Pinci
Rita Pinci, née en 1956 à Cave (Italie), est une journaliste italienne. Elle est coordinatrice du magazine féminin du Vatican Femmes, Église, Monde depuis avril 2019.

## Biographie
Diplômée en sociologie, elle commence sa carrière de journaliste au Messaggero, où elle travaille pendant plus de vingt ans. Elle y est la rédactrice en chef puis la directrice adjointe, première Italienne à avoir couvert ces rôles dans un grand quotidien national d'information. Plus tard, elle est directrice adjointe du portail Web de RCS-HDP, dirige le magazine Specchio de La Stampa, puis est vice-directrice des magazines hebdomadaires Panorama et Chi. Elle a travaillé pour Huffington Post Italia et a collaboré comme autrice à l'émission In mezz'ora, diffusée le dimanche sur Rai 3.
Elle travaille actuellement pour la chaîne vaticane TV2000. Depuis le 30 avril 2019, elle est la coordinatrice du nouveau comité de rédaction de Femmes, Église, Monde, le magazine mensuel féminin de L'Osservatore Romano.